# 張遵
張 遵（ちょう じゅん）は、中国三国時代の蜀漢の尚書。幽州涿郡の人。祖父は張飛。父は張苞。

## 事績
炎興元年（263年）10月、魏の鄧艾の侵攻に対し、綿竹の地で諸葛瞻と共にこれを迎え撃ったが、敗れて戦死に至った（蜀漢の滅亡）。
成都武侯祠には張飛・張苞と共に像が建立されている。

### 三国志演義
羅貫中の小説『三国志演義』では第117回で登場。綿竹の戦いで先に戦死した諸葛瞻の仇を討たんと出撃する子の諸葛尚を諫めるが、諫言は聞き入れられず、諸葛尚も戦死。その後に出撃した張遵・黄崇・李球もまた鄧艾軍に敗れ、諸共に戦死する。